# U 572
U 572 war ein U-Boot vom Typ VII C, das im Zweiten Weltkrieg von der deutschen Kriegsmarine eingesetzt wurde.

## Geschichte
Der Auftrag für das Boot wurde am 24. Oktober 1939 an Blohm & Voss, Hamburg vergeben. Die Kiellegung erfolgte am 15. Juni 1940 und der Stapellauf im April 1941. Die Indienststellung unter Kapitänleutnant Heinz Hirsacker fand am 29. Mai 1941 statt.
U 572 unternahm während seiner Dienstzeit neun Feindfahrten, auf denen sechs Schiffe versenkt und eines beschädigt wurde.

## Einsatzstatistik
| Feindfahrt | Auslaufhafen | Datum             | Einlaufhafen               | Rückkehr                   | Kommandant                      | Versenkungen                                                                          |
| ---------- | ------------ | ----------------- | -------------------------- | -------------------------- | ------------------------------- | ------------------------------------------------------------------------------------- |
| 1.         | Trondheim    | 2. September 1941 | Lorient                    | 2. Oktober 1941            | Kapitänleutnant Heinz Hirsacker |                                                                                       |
| 2.         | Lorient      | 30. Oktober 1941  | Brest                      | 29. November 1941          | Kptlt. Heinz Hirsacker          |                                                                                       |
| 3.         | Brest        | 7. Januar 1942    | Brest                      | 10. Februar 1942           | Kptlt. Heinz Hirsacker          |                                                                                       |
| 4.         | Brest        | 14. März 1942     | La Pallice                 | 14. Mai 1942               | Kptlt. Heinz Hirsacker          | - Desert Light: 2.368 BRT (Lage) - Empire Dryden: 7.164 BRT (Lage)                    |
| 5.         | La Pallice   | 30. Juni 1942     | La Pallice                 | 3. September 1942          | Kptlt. Heinz Hirsacker          | Delfshaven: 5.281 BRT (Lage)                                                          |
| 6.         | La Pallice   | 12. Oktober 1942  | La Pallice                 | 22. November 1942          | Kptlt. Heinz Hirsacker          |                                                                                       |
| 7.         | La Pallice   | 23. Dezember 1942 | La Pallice                 | 11. Februar 1943           | Oblt. Heinz Kummetat            |                                                                                       |
| 8.         | La Pallice   | 10. März 1943     | La Pallice                 | 18. April 1943             | Oblt. Heinz Kummetat            |                                                                                       |
| 9.         | La Pallice   | 2. Juni 1943      | am 3. August 1943 versenkt | am 3. August 1943 versenkt | Oblt. Heinz Kummetat            | - Lot: 4.220 BRT (Lage) - Harvard: 114 BRT (Lage) - Gilbert B Walters: 176 BRT (Lage) |

## Untergang
Am 3. August 1943 wurde U 572 bei einem Angriff von US-Marinefliegern mit einer Wasserbombe nordöstlich von Trinidad und nördlich von Holländisch-Guinea auf der Position 11° 35′ N, 54° 5′ W versenkt (Siebenundvierzig Tote). Da auch keine Rückkehr des Flugzeuges bekannt ist, ist davon auszugehen, dass dieses während oder nach dem Kampf abgestürzt ist.